# William Stevenson Meyer
William Stevenson Meyer  1909: K.C. I.E., 1915: K.C. S.I., 1918: G.C. I.E. (* 30. Juli 1860 in Galați; † 19. Oktober 1922 in London) war ein Politiker und Hochkommissar von Britisch-Indien.

## Leben
William Meyer war der Sohn von Jane Ann Stevenson und Theodore Jonah Meyer. Seine Schwester war Margaret Meyer. Er besuchte die Missionsschule in Blackheath (London) und studierte am University College London.
1879 errang er den dritten Platz bei der Ausschreibung für den Indian Civil Service.
1881 trat er dem Indian Civil Service in Madras bei, wo er 1898 stellvertretender Staatssekretär im Finanzministerium wurde. Am 1. Juni 1895 heiratete er Mabel Henrietta († 1914); sie hatten eine Tochter und einen Sohn, die Meyer überlebte.
Von 1902 bis 1905 war er Herausgeber von The Imperial Gazetteer of India.
1905 war er Staatssekretär im indischen Finanzministerium.
1906 wurde er Staatssekretär der Militärfinanzen.
Er organisierte die Finanzierung der britischen Kriegswirtschaft in Indien auch mit der indischen Rupienpresse. 1916 löste er den bis dahin festen Wechselkurs Pfund Sterling zu Rupie. 1917 erließ er einen Einfuhrzoll auf Produkte aus Baumwolle, die in Indien gewachsen war. Von 1907 bis 1909 gehörte er der Kommission zu Dezentralisierung in Indien an.
1912 war er Chief Secretary of the Government of Madras.
1913 war er Finanzrat in der Regierung von Charles Hardinge, 1. Baron Hardinge of Penshurst.
Am 13. August 1920 wurde er zum indischen Hochkommissar (Commonwealth) in London ernannt.
In diesem Amt verstarb er.
Mit Ranjitsinhji und Sir Saiyid Ali Imam (1869–1932) vertrat er Frederic Thesiger, 1. Viscount Chelmsford im Dezember 1920 auf der ersten Sitzungsperiode des Völkerbundes
Mit Khengarji III und V. S. Srinivasa Sastri vertrat er Rufus Isaacs, 1. Marquess of Reading im September 1921 auf der zweiten Sitzungsperiode des Völkerbundes. Er starb im Westminster Hospital.